# Hiller (Pennsylvanie)
Pour les articles homonymes, voir Hiller.
Hiller est une census-designated place du comté de Fayette dans l'état de Pennsylvanie, aux États-Unis.
La population était de 1 234 habitants en 2000.